# Iłża
Iłża – miasto w Polsce leżące na południowym krańcu województwa mazowieckiego, w powiecie radomskim, siedziba gminy miejsko-wiejskiej Iłża. Położone na północnym krańcu Wyżyny Kieleckiej, historycznie w Małopolsce, w ziemi radomskiej.
Na terenie miasta i gminy Iłża znajduje się podstrefa Specjalnej Strefy Ekonomicznej Starachowice, obejmująca obszar 9,2 ha. 

## Położenie

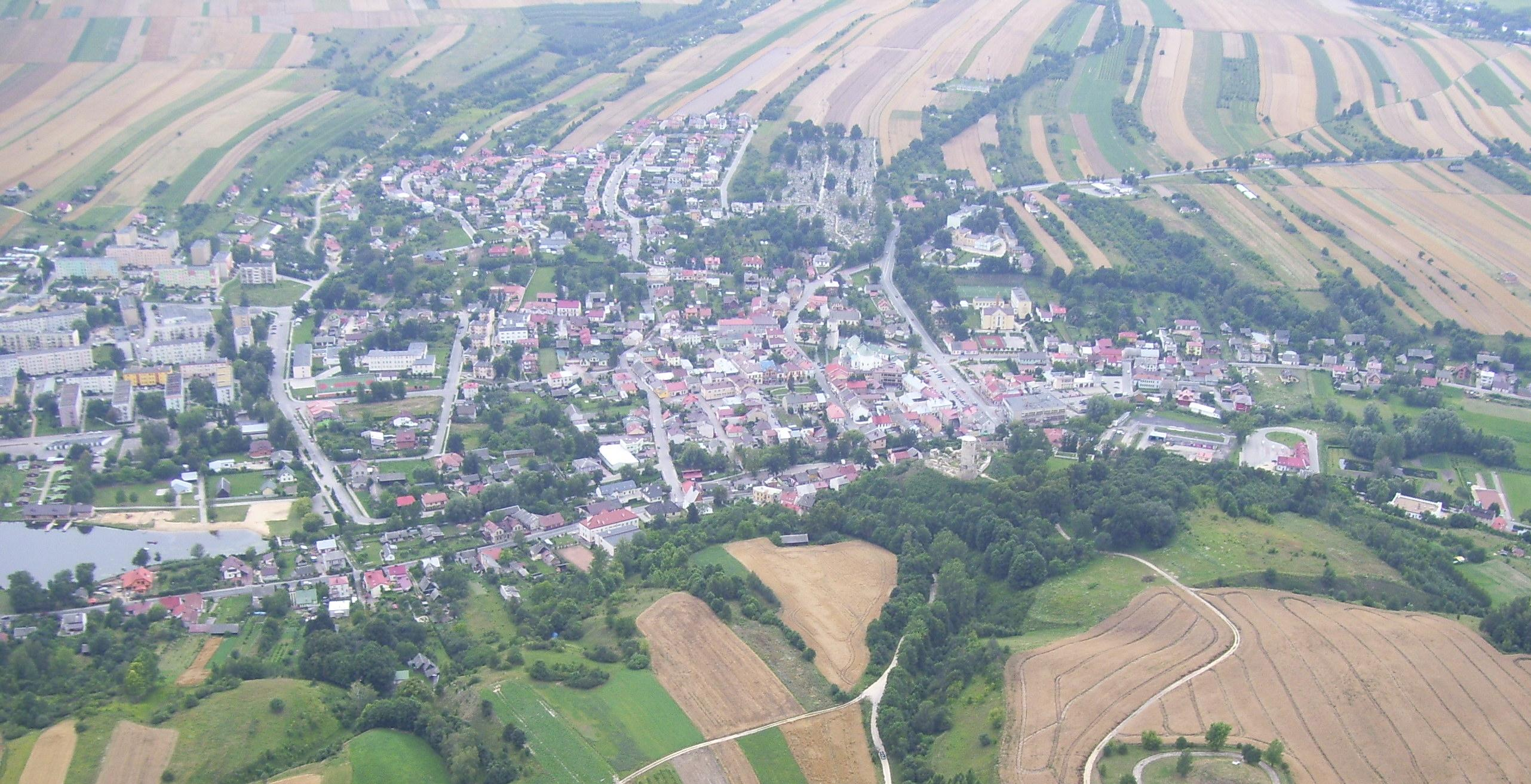
Iłża z lotu ptaka

Miasto położone jest nad rzeką Iłżanką, która tworzy tu Zalew Iłżecki, w południowej części województwa mazowieckiego, przy północnym krańcu Przedgórza Iłżeckiego – północny kraniec miasta leży już na Równinie Radomskiej. Znajduje się ok. 130 km od Warszawy i ok. 30 km na południe od Radomia.
Przez miasto przebiega droga krajowa nr 9, która jest częścią trasy europejskiej E371.
Historycznie należy do Małopolski. Leżało w ziemi sandomierskiej, następnie w województwie sandomierskim. W latach 1867–1916 miasto było stolicą powiatu iłżeckiego.
Do 1975 miasto należało do powiatu iłżeckiego w województwie kieleckim. W latach 1975–1998 miasto administracyjnie należało do woj. radomskiego.

### Podział administracyjny
Iłża składa się z 5 osiedli. W Iłży są 54 ulice (stan na 30 czerwca 2013).
Od północy Iłża graniczy z sołectwem Krzyżanowice oraz Starosiedlice. Od zachodu z Kolonią Seredzice, od południowego wschodu z Błazinami Górnymi i Kotlarką. Od wschodu z Piłatką. Oraz od północnego wschodu z Jedlanką Starą.

## Historia

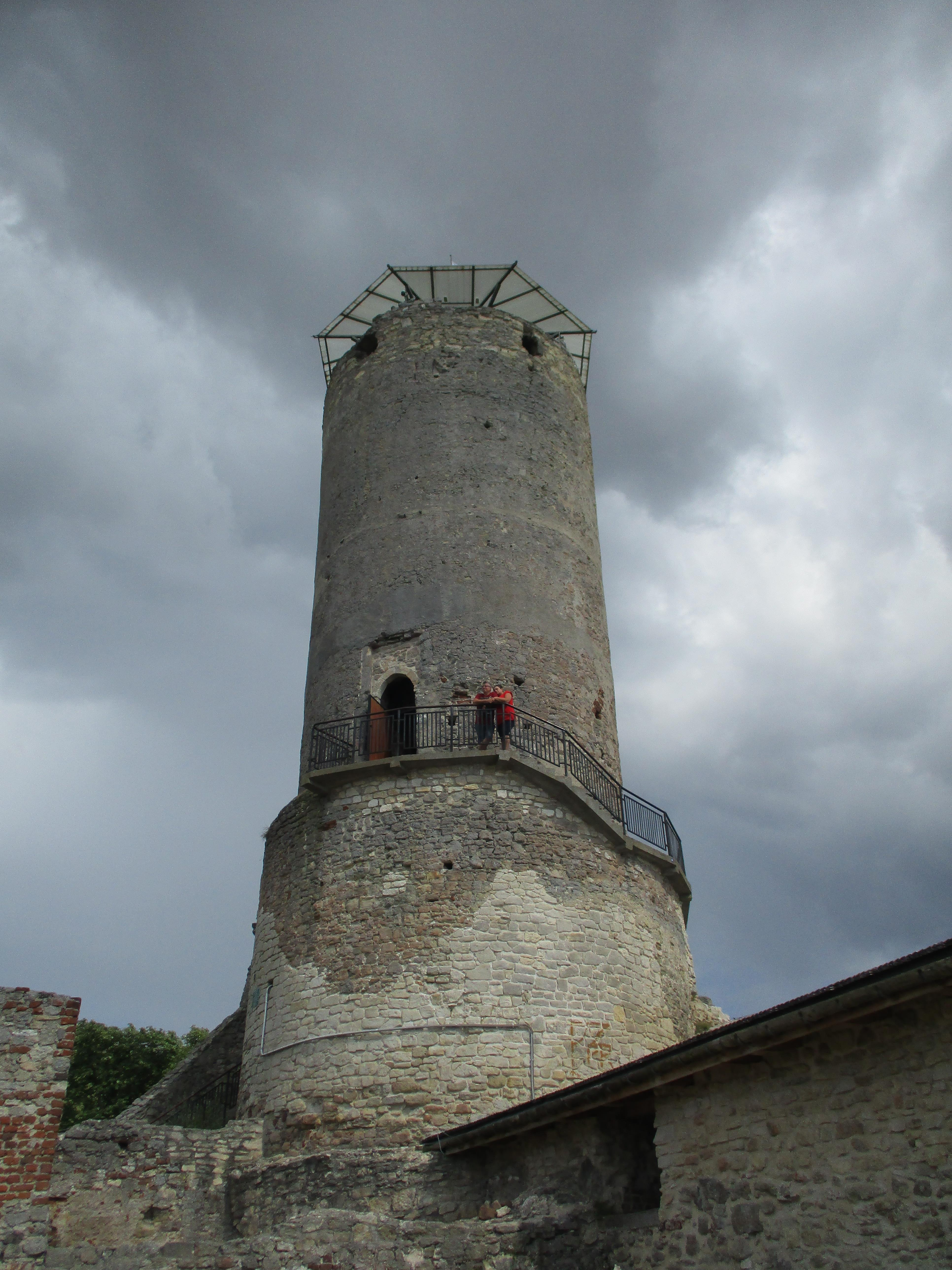
Zamek biskupi

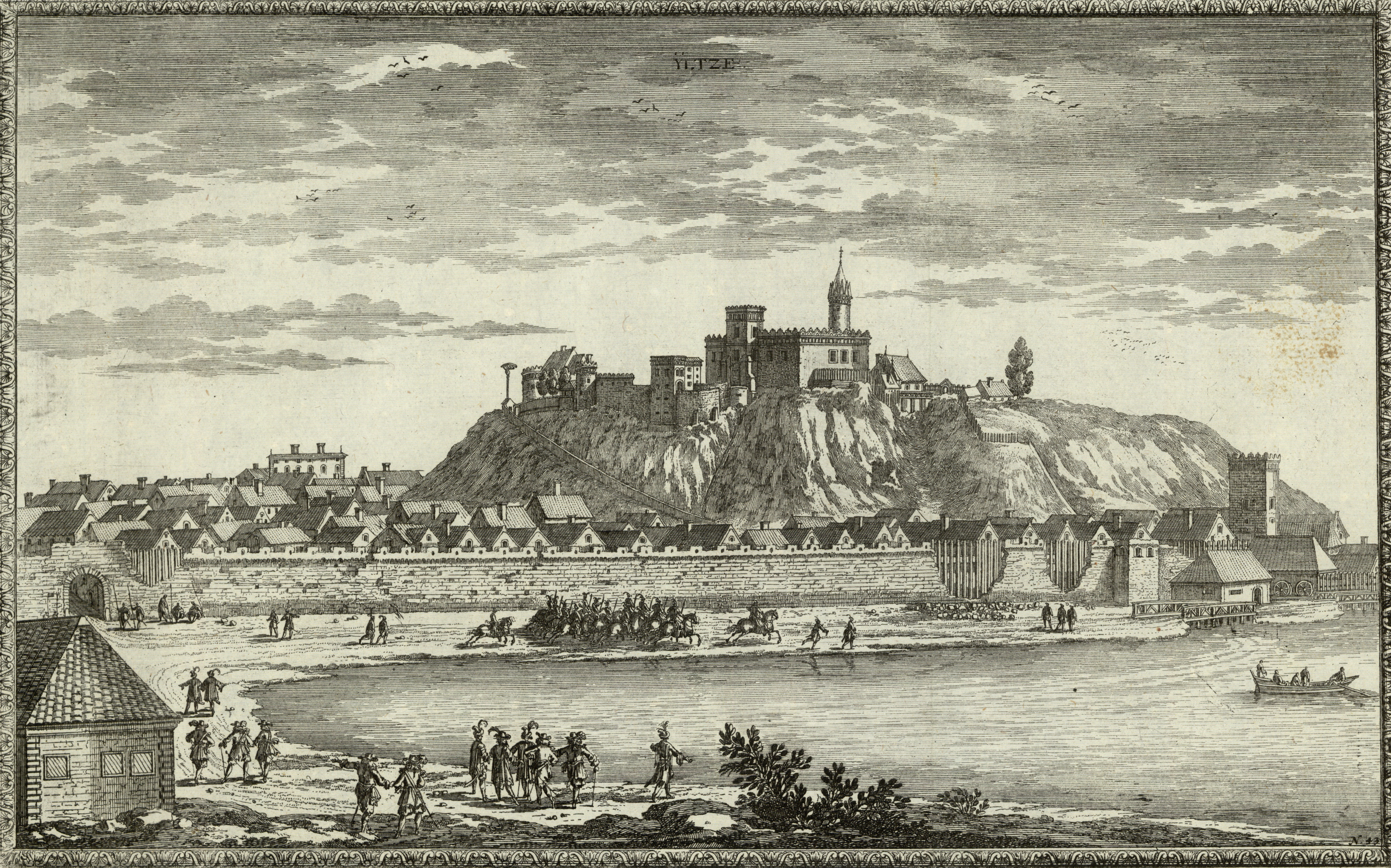
Iłża w 1655 roku, rycina Erika Dahlbergha

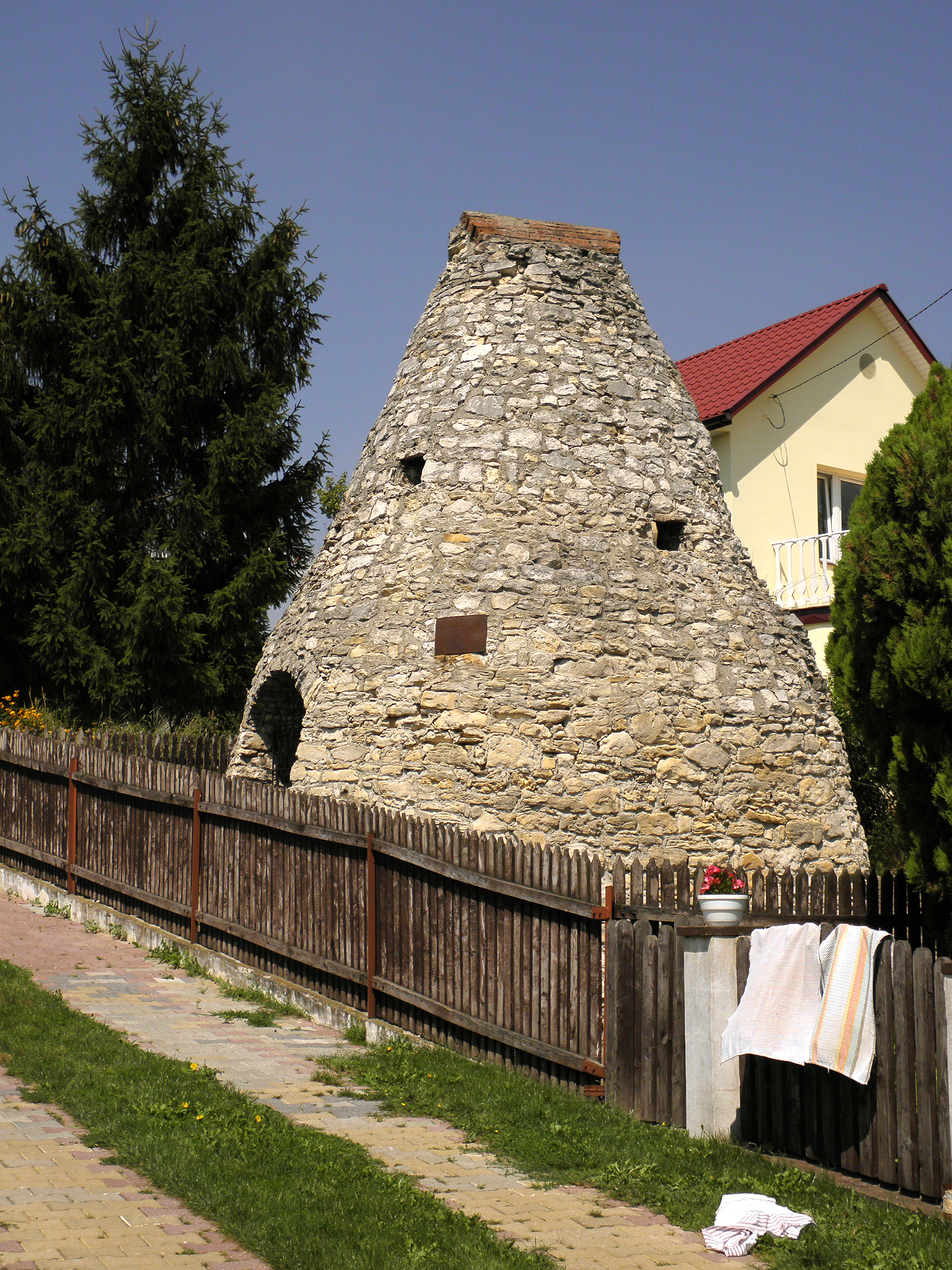
Piec garncarski

### Początki
Iłża istniała już we wczesnym średniowieczu, od XII wieku do 1789 roku własność biskupów krakowskich. Osada zniszczona w 1241 i 1260 w czasie najazdów tatarskich. Prawa miejskie prawdopodobnie w 1239 r. na prawie magdeburskim (dokumenty spłonęły w pożarze). Już w XIII wieku istniał 1,5 km na północny wschód (na tzw. starym mieście) gród obronny, a około 1340 wzniesiono tu z miejscowego kamienia zamek staraniem biskupa Jana Grota, z czasem rozbudowywany. Miasto stanowiło centrum biskupiego klucza dóbr iłżeckich obejmującego w 1645 roku 2 miasta i 23 wsie.

### Złoty wiek
W XV wieku zasłynęła ceramika iłżecka i powstał miejscowy cech garncarski. Rozwój miasta nastąpił w XVI–XVII wieku w związku z ogólnym rozwojem handlu w kraju, a samo miasto znajdowało się na szlaku handlowym z głębi kraju w kierunku do portów na Wiśle w Solcu, Zawichoście i Sandomierzu i dalej do Gdańska.
W 1576 roku wybudowano na rynku ratusz, który w XVII wieku zyskał wieżę wzniesioną z nakazu biskupa Marcina Szyszkowskiego. Na iłżeckim zamku gościli polscy królowie: Władysław Jagiełło, Aleksander Jagiellończyk, Zygmunt III Waza, a Władysław IV spotkał się pierwszy raz tu ze swoją narzeczoną Cecylią Renatą, gościli tu także biskupi, uczeni i wybitni humaniści, jak choćby Jan Kochanowski. W XVII wieku nadal kwitło tu garncarstwo, w latach 1615–1619 miejscowi kupcy dostarczyli kupcom krakowskim 312 transportów garnków. Garncarze iłżeccy mieli prawo do sprzedaży swych wyrobów pod Zamkiem Królewskim.

### Upadek miasta
Upadek miasta rozpoczął potop szwedzki i najazd wojsk Jerzego Rakoczego w latach 1655–1660, w wyniku czego miasto i zamek uległy zniszczeniom. 17 lipca 1789 roku Iłża przeszła na własność skarbu państwa. Po III rozbiorze Polski w zaborze austriackim, w latach 1809–1815 w Księstwie Warszawskim, a po jego upadku w Królestwie Kongresowym w zaborze rosyjskim aż do 1915 roku.

### XIX wiek

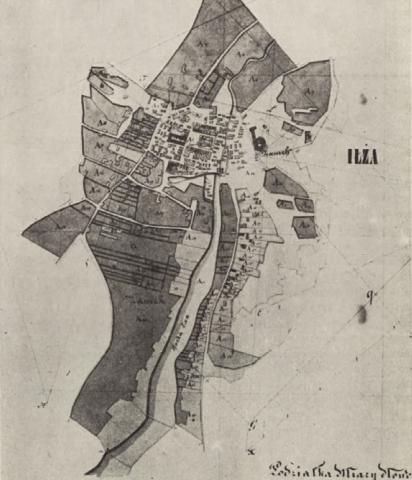
Plan Regulacyjny Iłży z 1824 r.

W 1823 roku w Iłży osiedlił się Żyd z Anglii, Lewi Selig Sunderland, który założył tu słynną fabrykę fajansu. W 1831 roku w czasie powstania listopadowego miasto ponownie uległo zniszczeniom w czasie zwycięskiej dla powstańców Bitwy pod Iłżą stoczonej tu 9 sierpnia 1831 roku. W 1850 roku powstała tu gmina żydowska i w 1857 roku było tu już 521 Żydów, czyli 26% ówczesnej ludności miasta. W 1864 doszło tu do bitwy w czasie powstania styczniowego dnia 17 stycznia 1864 roku. W ramach sankcji carskich za udział mieszkańców w powstaniach miasto straciło prawa miejskie w 1867 roku. Pomimo tego jako osada była siedzibą powiatu iłżeckiego utworzonego w 1866 roku. W 1870 roku powstała tu synagoga w Iłży, a w 1897 roku Żydzi stanowili już 49% ogółu mieszkańców. W 1903 roku w wyniku pożaru przestała istnieć fabryka fajansu. W czasie rewolucji 1905 roku Iłża znalazła się w granicach tzw. Republiki Ostrowieckiej. W roku 1906 w parafii rzymskokatolickiej doszło do rozłamu, część wiernych odpowiedziała się za dotychczasowym wikariuszem ks. Stanisławem Marią Fidelisem Szokalskim, który przynależał do Zgromadzenia Kapłanów Mariawitów, wskutek czego powstała niezależna od Rzymu parafia starokatolicka mariawitów w Iłży z siedzibą w Prędocinie. Mariawici wybudowali w Prędocinie własny kościół, urządzili cmentarz grzebalny, zaś w Iłży przy ulicy Mostowej funkcjonowała domowa kaplica. 

### I wojna światowa
W 1915 roku w czasie I wojny światowej miasto znów uległo zniszczeniom w czasie walk rosyjsko-niemieckich, gdzie w rejonie Iłży i Pakosławia walczył Legion Puławski. W 1916 roku z podupadłego miasta przeniesiono siedzibę powiatu iłżeckiego do Starachowic.
Po wojnie do zamieszkania nadawały się zaledwie dwa domy w rejonie kościoła. Reszta potrzebowała natychmiastowego remontu. W 1921 mieszkało tu 4554 osoby. W 1924 roku miasto odzyskało prawa miejskie i w okresie międzywojennym odbudowywało się i rozwijało. W 1929 były tu trzy kościoły katolickie i synagoga. Działał Szpital św. Ducha oraz przytułek dla starców.

### II wojna światowa
W czasie wojny obronnej w 1939 roku w dniach 8–9 września 1939 miała miejsce bitwa z Niemcami polskiego Zgrupowania Południowego Armii Odwodowej „Prusy”, w wyniku której zostały rozbite polskie dywizje.
W 1941 roku powstało tu żydowskie getto, zlikwidowane w 1942 roku przez wywóz do obozu zagłady w Treblince. W okresie okupacji hitlerowskiej rozwijało się miejscowy ruch oporu – powstał Oddział Iłżecki ZWZ AK, mieściła się tu też Komenda Obwodu BCh o kryptonimie 3. Silne wpływy mieli tu też komuniści z GL i AL (organizacja Świt). Partyzanci z oddziałów AL im. Langiewicza (pod dowództwem Czesława Boreckiego ps. „Burza”), im. Głowackiego (Stefan Szymański ps. „Góral”), im. Narutowicza (Tadeusz Maj ps. „Łokietek”) oraz oddział radziecki pod dowództwem Aleksego Bojtana ps. „Alosza” zajęli Iłżę w nocy 16–17 maja 1944 roku na 4 godziny. Ostrzeliwali posterunek żandarmerii, rozbijali sklepy niemieckie i przeprowadzali akcję zaopatrzeniową.
16 stycznia 1945 roku wkroczyły do miasta wojska radzieckie 1 Frontu Białoruskiego. W 1945 roku kadry nowej władzy ludowej w Radomiu pochodziły właśnie z oddziałów AL i GL rejonu iłżecko-starachowickiego.

### Po II wojnie światowej
W okresie powojennym miasto kolejny raz zostało odbudowane, a silne tradycje garncarskie kultywuje Spółdzielnia Chałupnik, która eksportuje swoje wyroby m.in. do Australii, Francji, USA, Rosji i RFN. Miasto jednak pozbawione było przemysłu i powoli wyludniało się na rzecz Starachowic. W latach 60. XX wieku powstało w Iłży pierwsze osiedle mieszkaniowe (os. Staszica), a w latach 80. XX wieku osiedle Zuchowiec
Od 1987 roku odbywają się tu Dni Leśmianowskie dla upamiętnienia związków wybitnego poety Bolesława Leśmiana z tym miastem oraz jego twórczości. 
W 1999 roku miasto w ramach nowego podziału administracyjnego znalazło się w granicach powiatu radomskiego.
Po pracach rekonstrukcyjnych od 2021 roku na dolnym dziedzińcu zamku odbywają się wydarzenia historyczne i kulturalne takie jak "Przygoda z historią", "Noc Kupały" w okresie letnim, a na Przystani odbywają się "Iłżeckie Dni Kultury", Festiwal Folkloru im. Józefa Myszki i Jarmark Sztuki Ludowej.

## Demografia

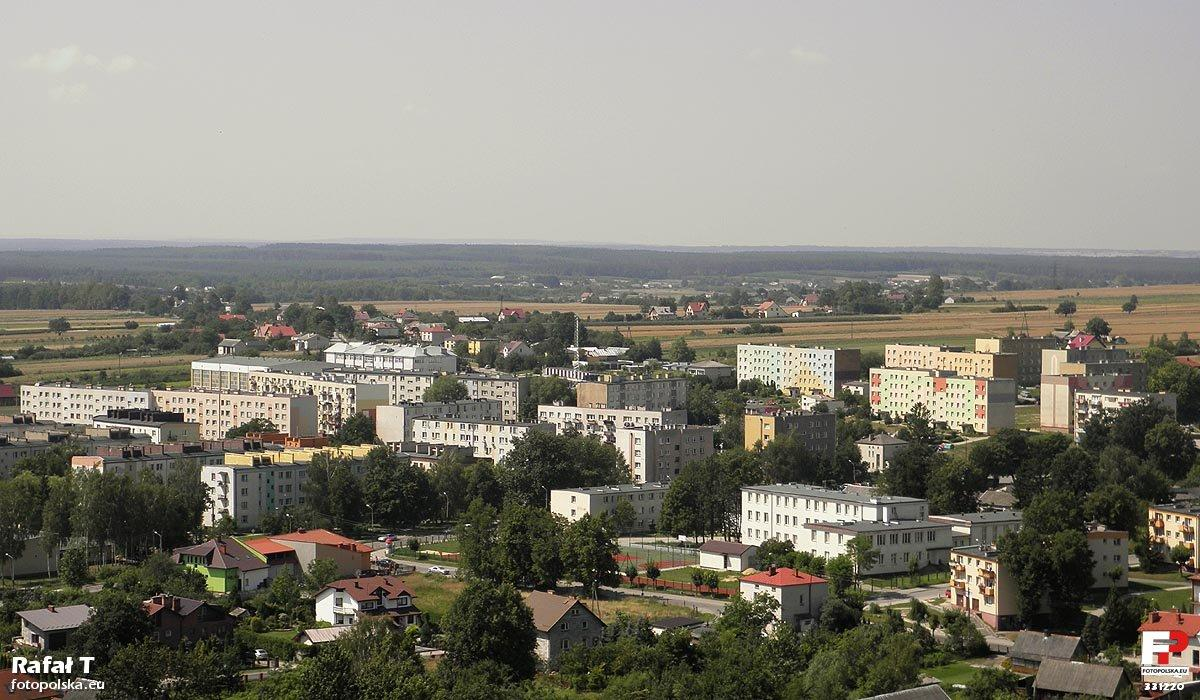
Osiedle Zuchowiec

W Iłży według stanu na 1 stycznia 2018 roku mieszkało 4 832 mieszkańców, co dało jej 587. miejsce w Polsce pod tym względem. Średnia gęstość zaludnienia wynosi 305 os./km².
Najwięcej osób zamieszkiwało Iłżę w 1910 roku, gdy miasto pełniło rolę stolicy powiatu iłżeckiego. Ogromne zniszczenia w trakcie pierwszej i drugiej wojny światowej przyczyniły się do znacznego odpływu ludności. W 1950 roku Iłżę zamieszkiwało zaledwie 3320 mieszkańców. Obecnie po kilku dekadach wzrostu liczby ludności, znowu notuje się jej odpływ.
- 1500 – 800
- 1662 – 1025
- 1668 – 896
- 1789 – 1012
- 1827 – 1711
- 1857 – 1978
- 1860 – 2221
- 1897 – 4230
- 1910 – 5910
- 1921 – 4554
- 1931 – 5099
- 1939 – 5200
- 1945 – 3678
- 1960 – 3812
- 1970 – 4419
- 1980 – 4978
- 1995 – 5493
- 1997 – 5485
- 2000 – 5256
- 2002 – 5214
- 2004 – 5178
- 2006 – 5159
- 2009 – 5336
- 2011 – 5427

Piramida wieku mieszkańców Iłży w 2014 roku:

## Gospodarka
W Iłży swoje siedziby mają:
- Bank Spółdzielczy
- Gminna Spółdzielnia Samopomoc Chłopska

## Administracja
- Burmistrz – Marek Łuszczek
- Iłżecka rada miejsko-gminna ma 15 członków, w tym 5 z miasta

Iłża jest siedzibą związku gmin „Nad Iłżanką”.
Mieszkańcy Iłży wybierają parlamentarzystów z okręgu wyborczego Radom, a posłów do Parlamentu Europejskiego z okręgu wyborczego nr 5.

## Transport

### Drogi

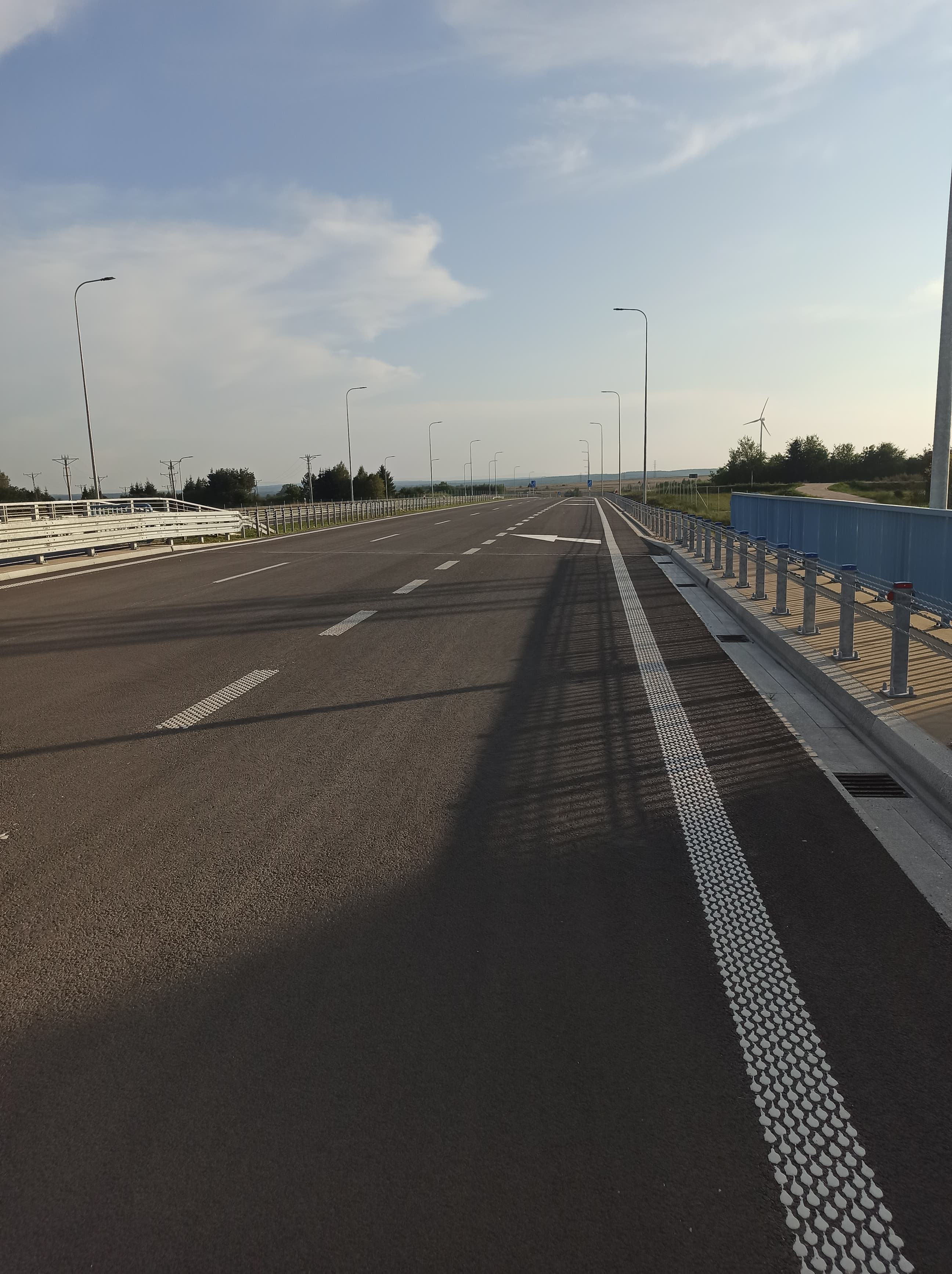
Fragment obwodnicy Iłży w ciągu drogi krajowej nr 9. Zdjęcie wykonane 15 sierpnia 2022 roku.

Przez Iłżę przechodzą dwie ważne drogi, Droga krajowa nr 9 oraz Droga wojewódzka nr 747
- E371 9 Radom – Iłża (obwodnica) – Ostrowiec Świętokrzyski – Rzeszów
- 747   Iłża – Lipsko – Opole Lubelskie – Chodel – Bełżyce – Lublin

W mieście są także drogi powiatowe:
- 34454 Iłża (ul. Staromiejska) – Antoniów
- 34555 Iłża (ul. Wójtowska / ul. Przy Malenie) – Jedlanka Stara – Wólka Gonciarska
- 34466 Iłża (ul. Batalionów Chłopskich) – Pakosław
- 34465 Iłża (ul. Kochanowskiego / Bodzentyńska) – Seredzice

Dodatkowo z Iłży można dojechać do miejscowości:
- Sienno (przez Błaziny Górne i Grabowiec)
- Ciepielów
- Wierzbica (skręcając w Krzyżanowicach w stronę Gaworzyny)
- Mirzec (przez Jasieniec Iłżecki Górny)
- Starachowice (jadąc drogą krajową nr 9, a następnie drogą krajową nr 42).

### Połączenia międzymiastowe
Połączenia autobusowe w Iłży i okolicach obsługuje PKS Starachowice.
Posiada linie dalekobieżne do Warszawy (135 km) i Rzeszowa (161 km).
Pozostałe ważniejsze kierunki to Radom (31 km), Lipsko (30 km), Ostrowiec Świętokrzyski (34 km).

### Kolej
W mieście znajduje się krańcowa stacja Starachowickiej Kolei Wąskotorowej.
Iłża znalazła się na trasie przebiegu planowanej „szóstej szprychy” z Centralnego Portu Komunikacyjnego w kierunku Podkarpacia. Inwestycja wiązałaby się z budową nowej linii kolejowej biegnącej z Radomia, przez Iłżę, Kunów do Ostrowca Świętokrzyskiego.

### Szlaki rowerowe

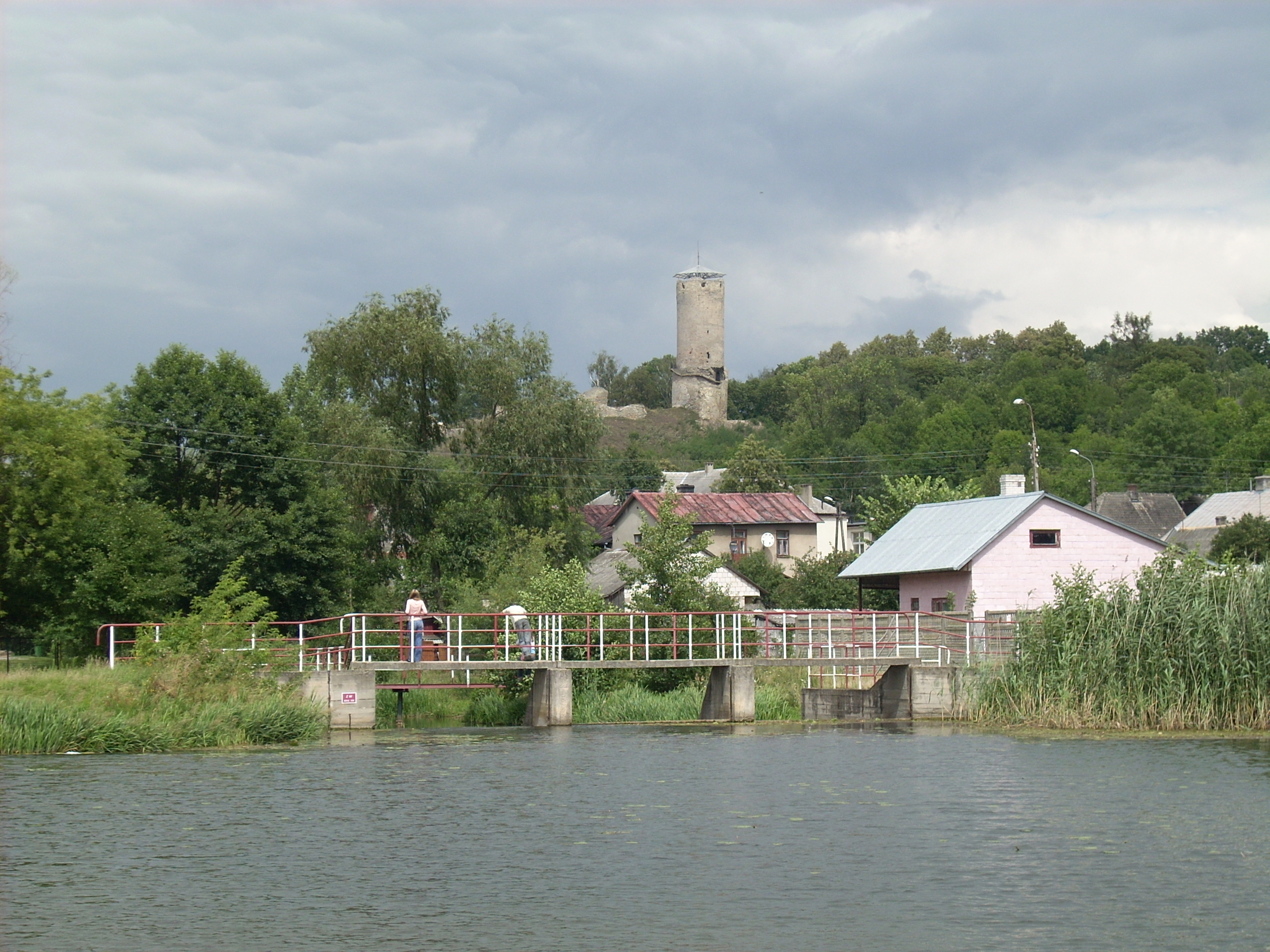
Widok na wieżę od strony zalewu

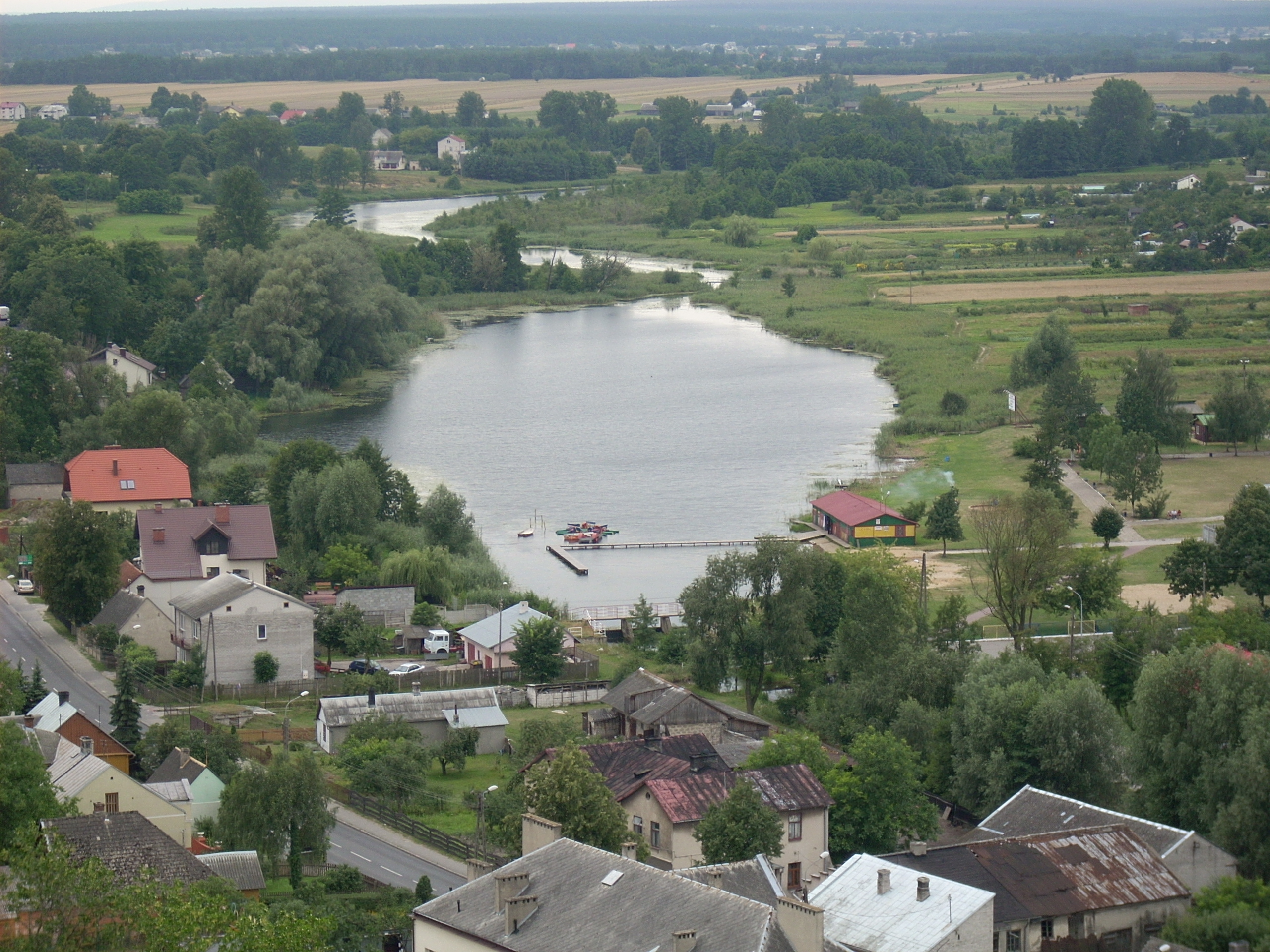
Widok z wieży na zalew

Szlaki rowerowe w Iłży są częścią szlaków rowerowych związku gmin „nad Iłżanką”
Niebieski:  Siekierka Nowa – Tymienica, Ciepielów – Kazanów – Wólka Gonciarska – Jedlanka Stara – Iłża – Seredzice – Trębowiec
W Iłży ten szlak przebiega ulicami: Przy Malenie, Wójtowską, Jana Kochanowskiego, Bodzentyńską.
Czerwony:  Chotcza Górna – Tymienica – Ciepielów Stary – Wielgie – Bąkowa – Iłża – Pakosław – Osiny (powiat starachowicki)
W Iłży ten szlak przebiega ulicami: Staromiejską, Tatarską, Wójtowską, Jana Kochanowskiego, Bodzentyńską, Powstania Styczniowego, Batalionów Chłopskich.
Zielony:  Iłża – Kolonia Seredzice – Jasieniec Iłżecki Nowy – Jasieniec-Maziarze – Marcule – Rybiczyzna – Podkońce – Prędocin – Chwałowice – Jedlanka Stara – Krzyżanowice – Gaworzyna
W Iłży ten szlak przebiega ulicami: Jana Kochanowskiego i Bodzentyńską.
Czarny  Iłża – Kotlarka
W Iłży ten szlak przebiega ulicą Świętego Franciszka.

## Kultura

### Lokalne tradycje
W Iłży praktykowane jest od kilku wieków barabanienie. Na instrumencie zwanym barabanem gra jednocześnie ośmiu mężczyzn. Od północy Wielkiej Soboty do niedzielnej rezurekcji chodzą po mieście i biją w baraban. Według etnografów tradycja ta może sięgać nawet XVII wieku.

### Stowarzyszenia kulturalne
W Iłży działa Artystyczna Pracownia Rzeźby i Konserwacji Zabytków „Kamar”, która wykonała odlewy m.in. wykonanej w Orońsku Kwadrygi Apollina nad wejście do gmachu Teatru Wielkiego w Warszawie, pomnik Jana III Sobieskiego w Wilanowie, pomnik Fryderyka Chopina w Paryżu oraz pomnik Józefa Piłsudskiego w Płocku.

### Muzea

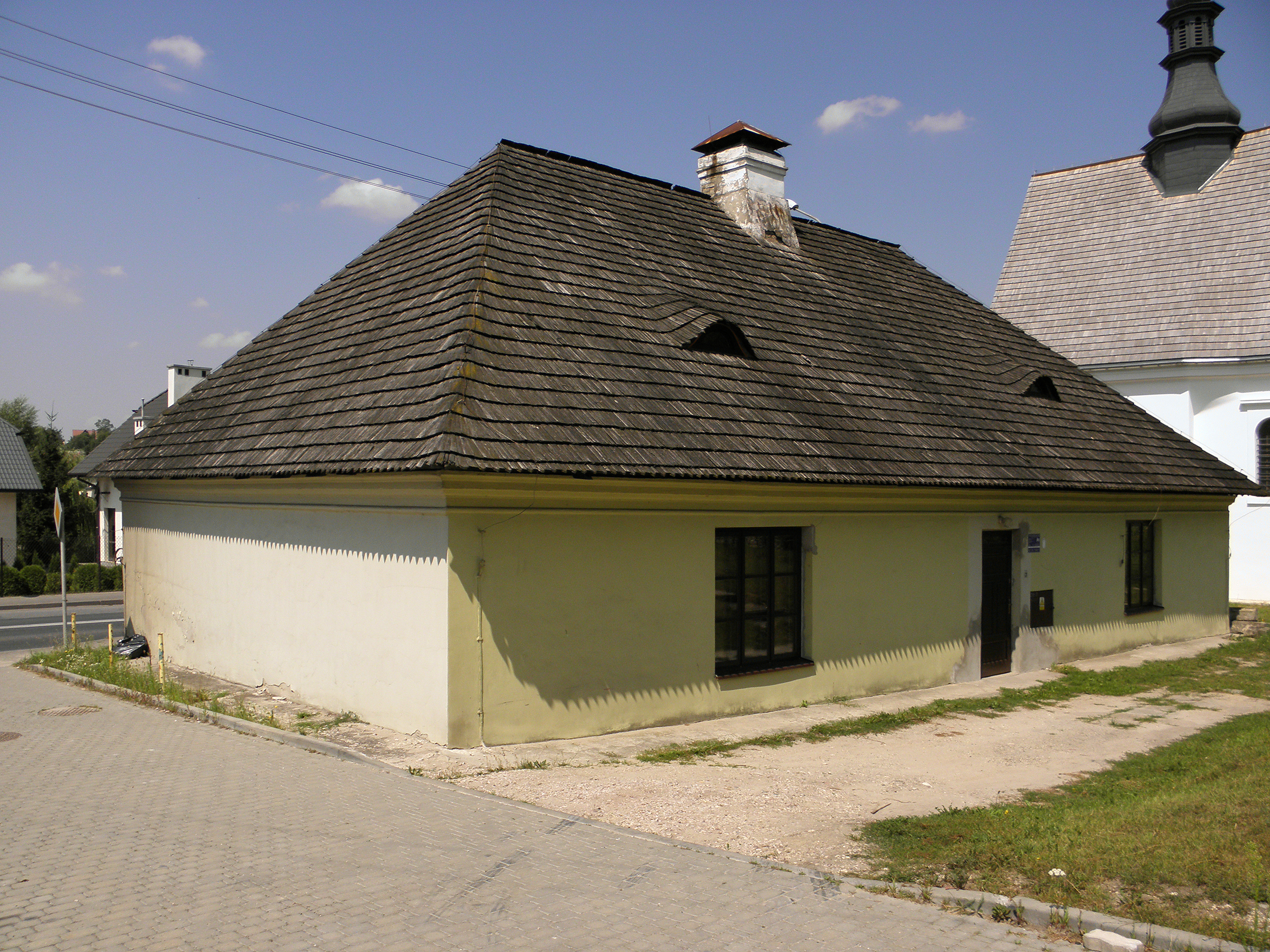
Muzeum Regionalne im. Adama Bednarczyka w Iłży

Muzeum Regionalne im. Adama Bednarczyka w Iłży – W 1971 roku powstało z inicjatywy Adama Bednarczyka Muzeum Ziemi Iłżeckiej. W 1976 roku upaństwowiono, wyremontowano budynek i zmieniono nazwę placówki na Muzeum Regionalne. Muzeum posiada wystawy stałe i organizuje wystawy czasowe. Współorganizuje także wiele imprez regionalnych.

## Media
Prasa lokalna:
- Echo Ziemi Iłżeckiej, dodatek kwartalny do Echa Dnia Radomskiego.

Radio:
- Audycje w Radiu Kielce
- Audycje w Radiu Plus Radom

## Oświata i nauka

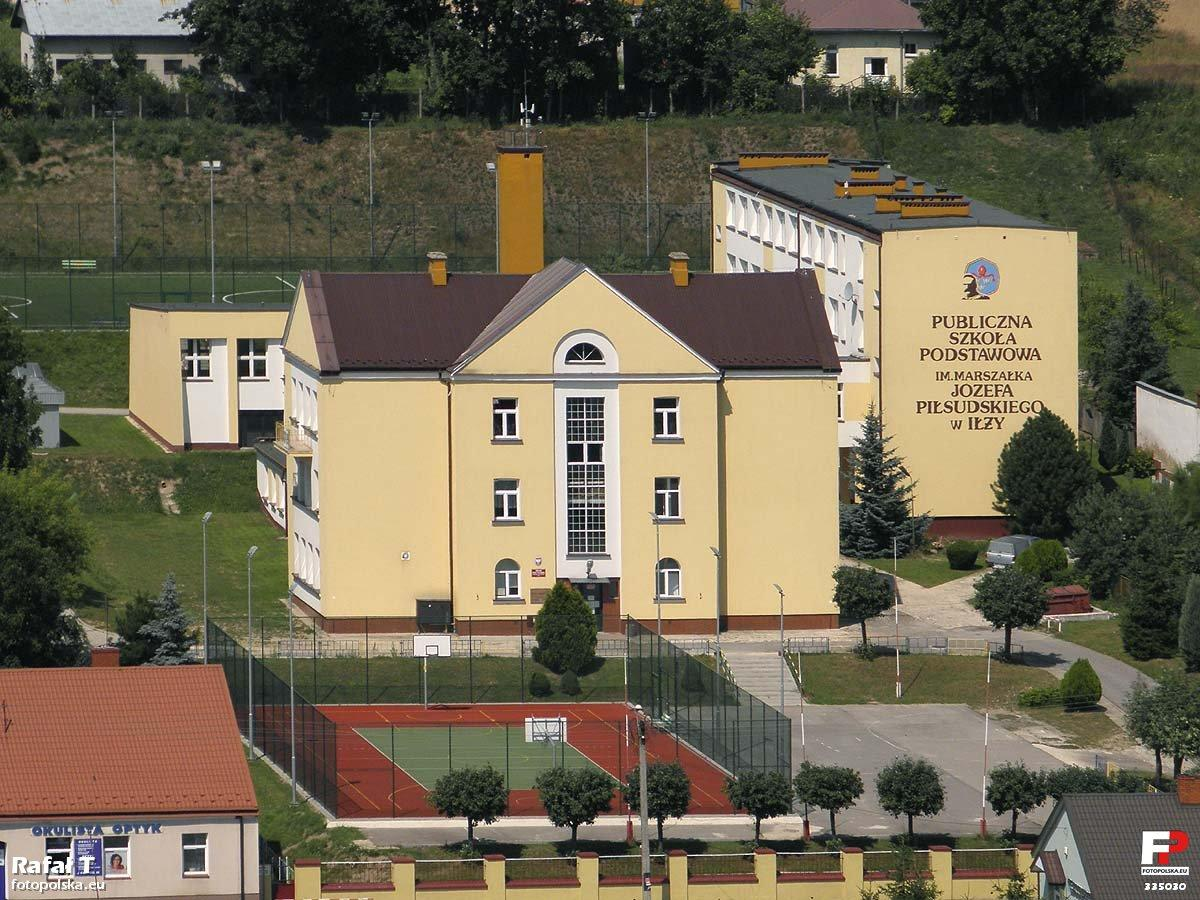
Szkoła Podstawowa im. Marszałka Józefa Piłsudskiego

W Iłży kształci się na poziomach: przedszkolnym, podstawowym oraz średnim. W następujących placówkach publicznych (państwowych) i prywatnych:

### Przedszkola
- Przedszkole Samorządowe
- Przedszkole Prywatne „Bajkowy Dworek”

### Szkoły podstawowe
- Szkoła Podstawowa im. Marszałka Józefa Piłsudskiego

### Szkoły ponadpodstawowe
- Liceum Ogólnokształcące im. Mikołaja Kopernika
- Technikum oraz Branżowa Szkoła I Stopnia w Zespole Szkół Ponadpodstawowych im. Stanisława Staszica

## Turystyka

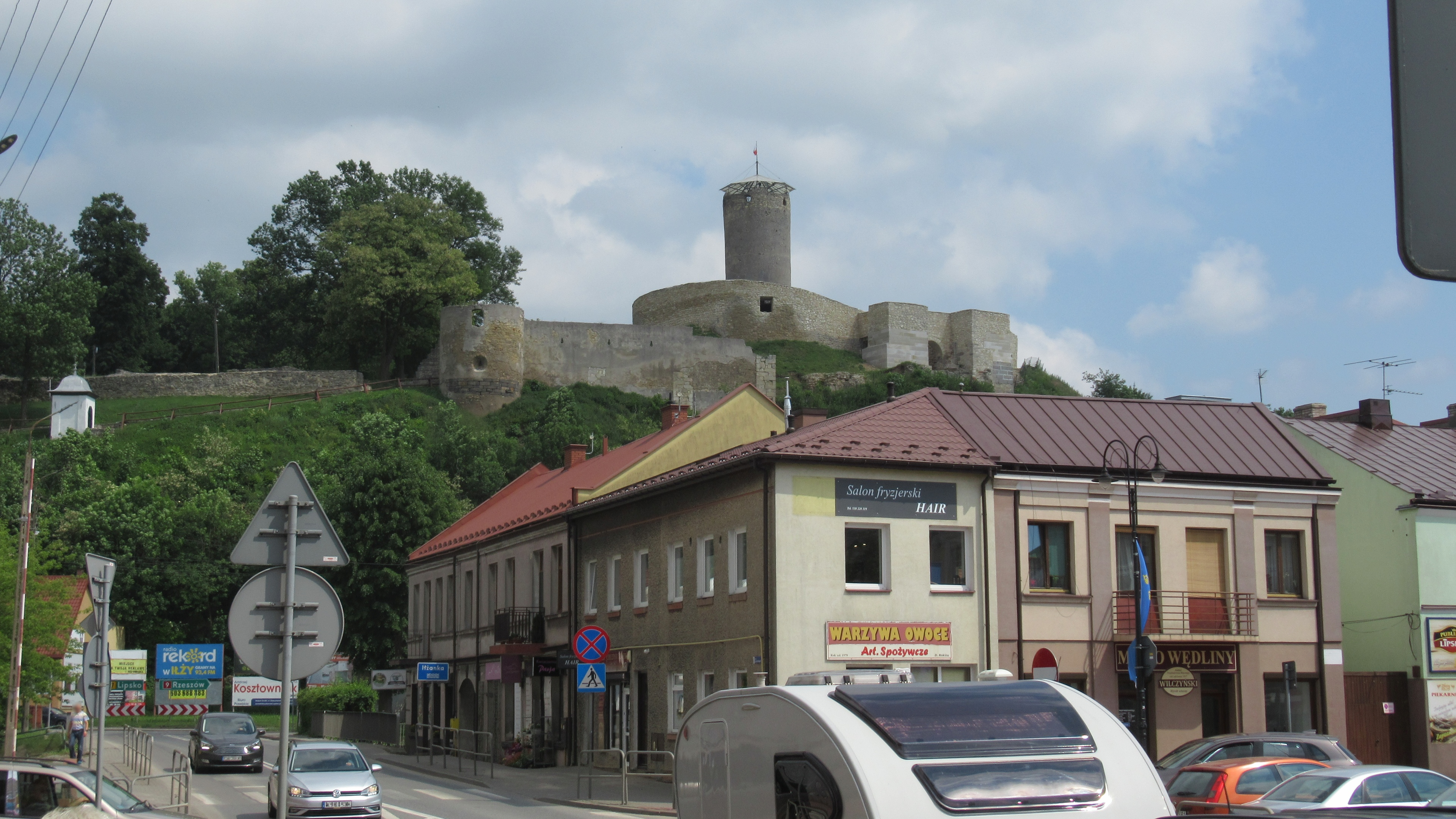
Zamek biskupów krakowskich – widok obecny (2022)

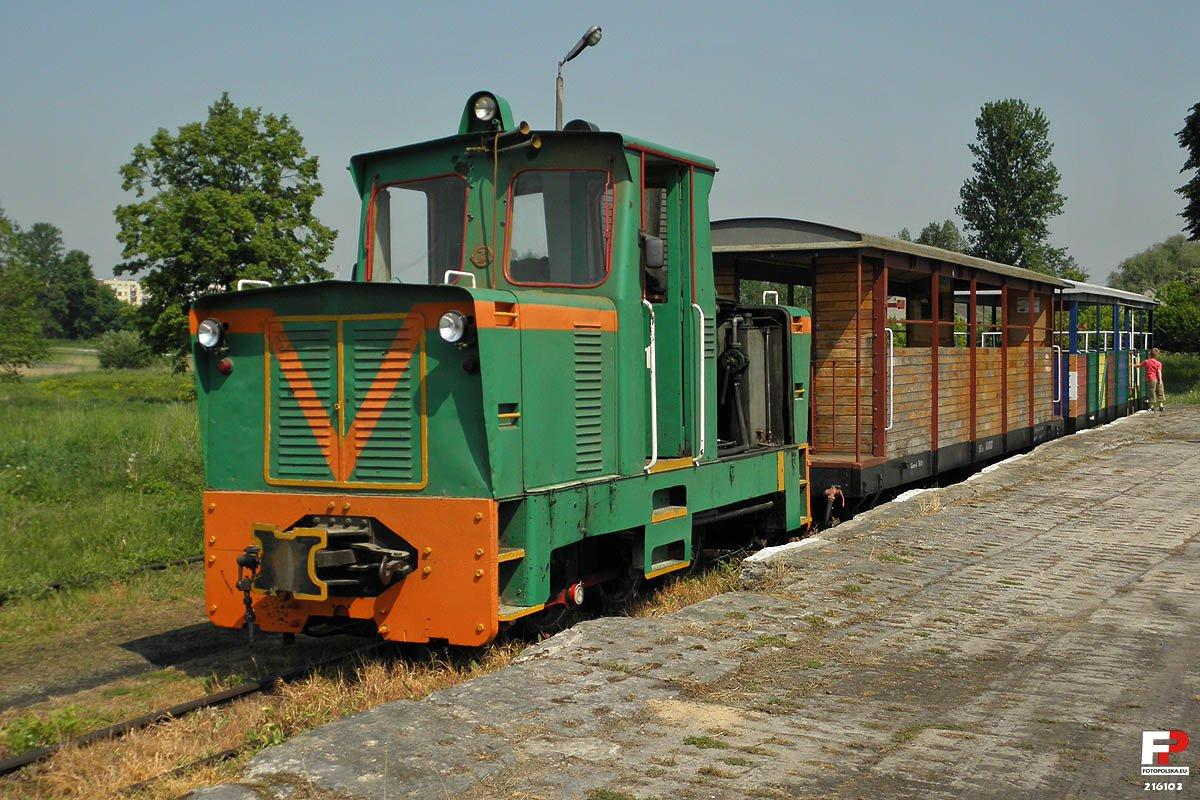
Starachowicka Kolej Wąskotorowa na odcinku Iłża–Marcule

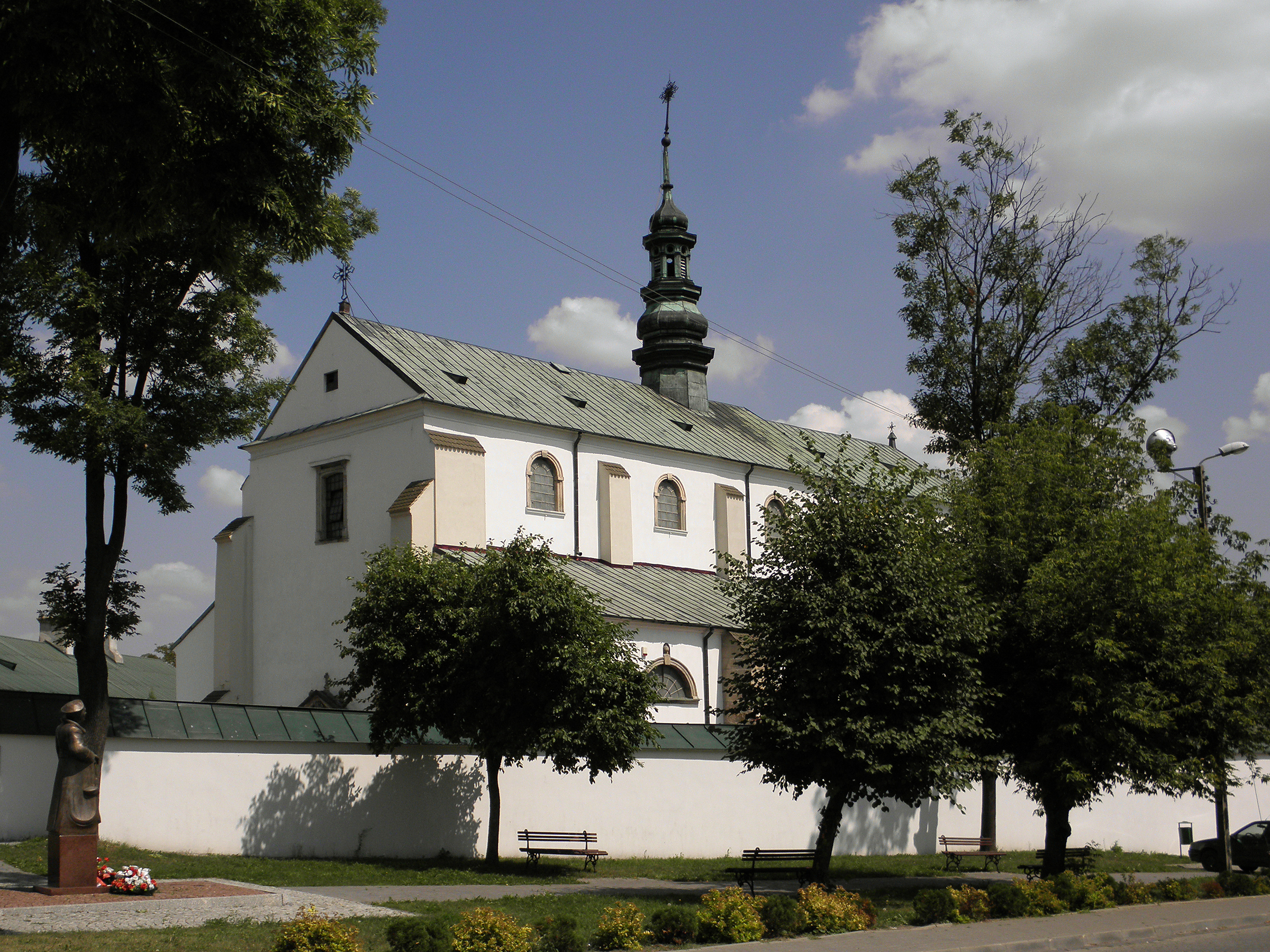
Kościół farny Wniebowzięcia Najświętszej Marii Panny

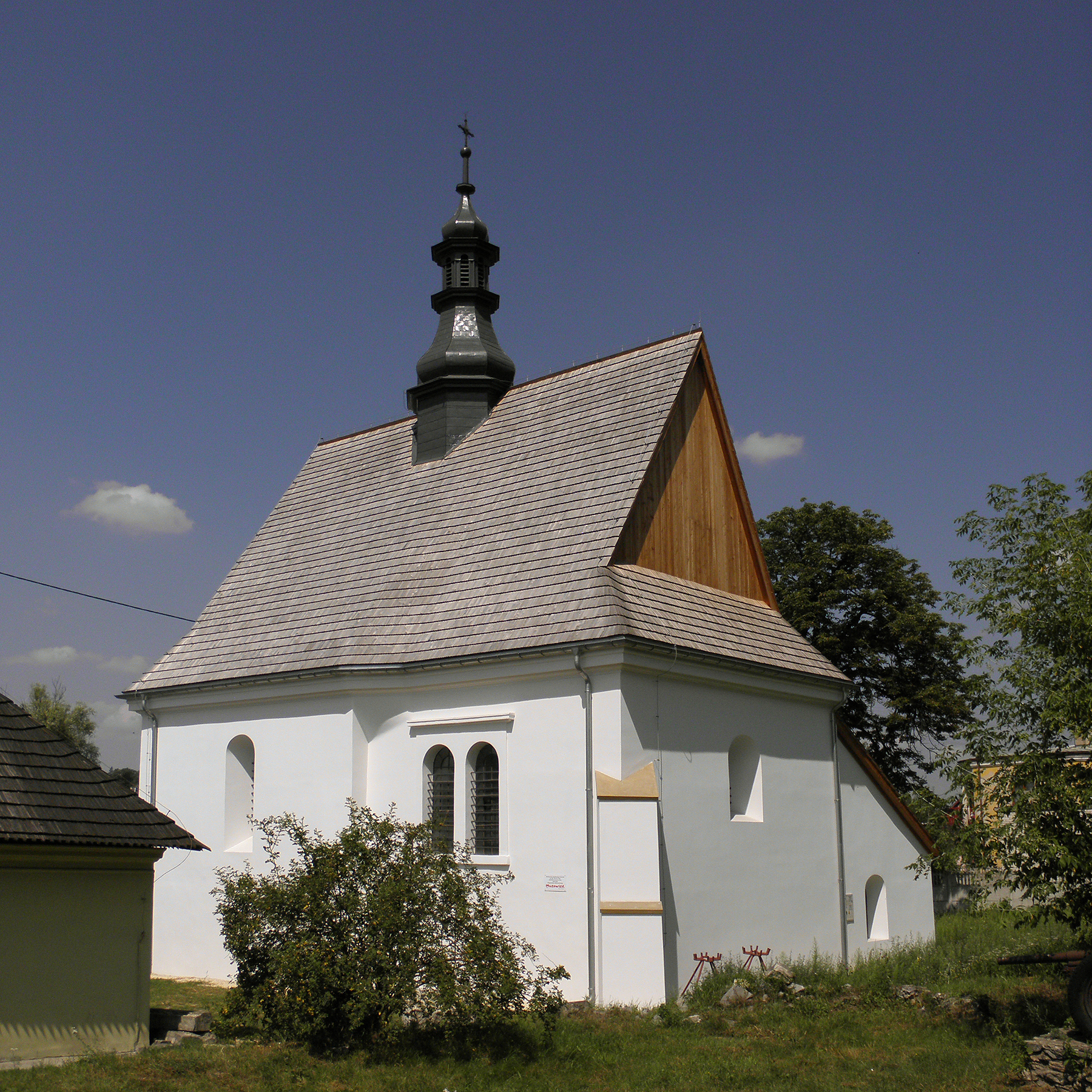
Kościół św. Ducha po remoncie

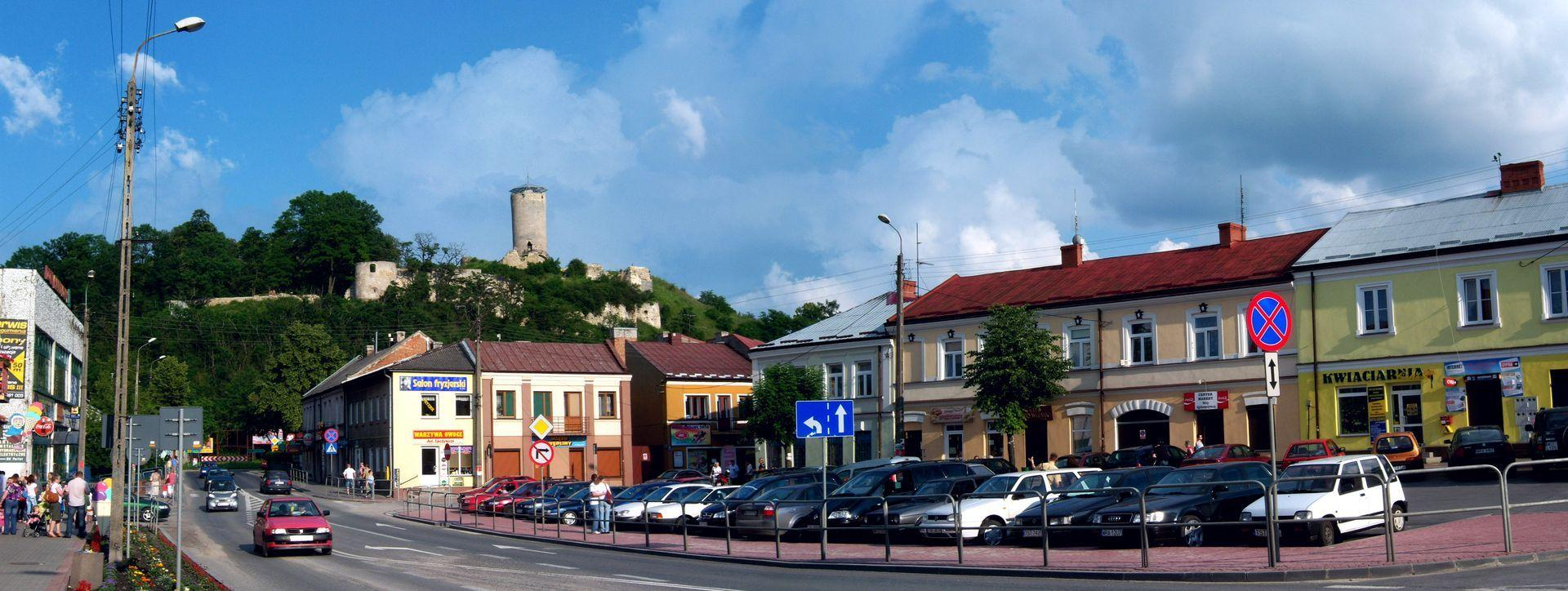
pl. 11 listopada

- Zamek biskupi – na Górze Zamkowej pozostałości kamiennego zamku biskupów krakowskich, wzniesionego około 1340 r. przez biskupa Jana Grota, przekształconego około 1560 r. w renesansową rezydencję:
  - okrągła wieża bez szczytu z końca XIII wieku lub I poł. XIV wieku,
  - podstawa kwadratowej wieży z XIV wieku,
  - ślady wjazdu – filary mostu wjazdowego,
  - jedna ściana zewnętrzna z kluczowymi strzelnicami,
  - mury zamku górnego (około od 3,5 do 5,5 m).
- Końcowa stacja Starachowickiej Kolei Wąskotorowej – stacja znajduje się na ul. Błazińskiej – można do niej dotrzeć kierując się z centrum miasta drogą krajową nr 9 w kierunku Starachowic i Rzeszowa. Kolejką wąskotorową można dojechać do Centrum Edukacji Leśnej Nadleśnictwa Marcule gdzie znajduje się popularne pośród turystów arboretum (kolekcja drzew i krzewów występujących w polskich lasach). Kolej wąskotorowa kursuje w każdą niedzielę od 1 maja do 30 września[14][15].
- Kościół farny Wniebowzięcia Najświętszej Marii Panny – pierwotnie wzniesiony w 1326 roku, ponownie w 1603 roku z fundacji Marcina Szyszkowskiego, wielokrotnie niszczony i restaurowany:
  - wczesnobarokowe ołtarze (boczny – marmurowy, przeniesiony z katedry wawelskiej),
  - w nawie głównej stiukowa dekoracja sklepienia z XVII wieku,
  - piękne portale: piaskowcowe i kamienne z kartuszami herbowymi oraz marmurowy portal wejściowy do kaplicy z 1629 roku,
  - marmurowa tablica inskrypcyjna w późnorenesansowym obramowaniu z piaskowca,
  - późnorenesansowa kaplica św. Krzyża, zbudowana z ciosów w 1629 roku,
  - pięciokondygnacyjna barokowa dzwonnica z 1758 roku,
  - zabudowania parafialne z XVII wieku, w bibliotece 150 tomów starodruków z XV–XVIII wieku o tematyce teologicznej.
- Kościół Św. Ducha z 1448 roku, remontowany w 1744 roku po pożarze, odbudowany w 1922 roku po zniszczeniach z I wojny światowej. Zbudowany z łamanego kamienia (piaskowca). Odnowiony w 1967 roku oraz w 2011 roku.
- Dawny Budynek Szpitalny – murowany z 1754 w miejscu poprzedniego, drewnianego z XV wieku. Pełnił on rolę przytułku dla ubogich i starców. Od 1971 roku w budynku mieści się Muzeum Regionalne założone przez Adama Bednarczyka,
- Cmentarz parafialny na wzgórzu Św. Leonarda – stary cmentarz czynny od 1832 nowy natomiast od I wojny światowej. Obok cmentarza mauzoleum poległych w okresie II wojny światowej na terenie ziemi iłżeckiej,
- Grodzisko Kopiec Tatarski z XII wieku w miejscu pierwotnej Iłży, znajduje się przy drodze do Chwałowic,
- Mury obronne – ślady w murach zabudowań plebanii oraz w najstarszych kamieniczkach przy ulicy Przy Murach,
- Cmentarz żydowski z XIX wieku, zdewastowany w 1942 roku,
- Kamieniczki – głównie w obrębie Rynku i pl. 11 Listopada, większość z początku XX wieku.

### Szlaki turystyczne
Iłża jest punktem początkowym  żółtego szlaku turystycznego prowadzącego do Starachowic.

## Religia
- Kościół rzymskokatolicki
  - Parafia Wniebowzięcia Najświętszej Maryi Panny w Iłży[16]
- Kościół Starokatolicki Mariawitów
  - Przed II wojną światową w Iłży, w domu przy ulicy Mostowej znajdowała się kaplica mariawicka, podlegająca pod iłżecką parafię Przenajświętszego Sakramentu z siedzibą w Prędocinie, obecnie mariawici z Iłży i okolic należą do parafii Przemienienia Pańskiego w Wierzbicy.

- Świadkowie Jehowy:
  - zbór Iłża (Sala Królestwa)[17]

## Sport i rekreacja

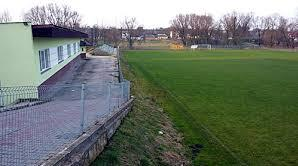
Stadion Polonii Iłża

W mieście siedzibę ma klub piłkarski Polonia Iłża, występujący w Klasie okręgowej, posiadający także sekcję bokserską. Działa także młodzieżowy klub siatkarski „Volley” Iłża.
| Klub         | Rok założenia | Sekcje                            |
| ------------ | ------------- | --------------------------------- |
| Polonia Iłża | 1922          | piłka nożna, boks                 |
| Volley Iłża  | 2011          | siatkówka plażowa, piłka siatkowa |

## Film
- 1951: Ceramika iłżecka; (reż. Andrzej Wajda)
- 1954: Autobus odjeżdża 6.20; (reż. Jan Rybkowski)
- 1980: Ciosy; (reż. Gerard Zalewski) – plenery m.in. w rynku w Iłży z widokiem na zamek. Zdjęcia kręcono głównie w rynku przy urzędzie, oraz na ulicach: Przy Murach, Partyzantów, dr. Anki i Kowalskiej[18].
- 1986: Złoty pociąg; (reż. Bohdan Poręba) – jedna ze scen kręcona przy ul. Radomskiej w pobliżu bramy do kościoła, z widokiem na wzgórze z ruinami i basztą zamku.